# Всемирный день снега

официальная эмблема

Всемирный день снега (англ. World Snow Day) — международный праздник, день зимних видов спорта. Отмечается ежегодно в предпоследнее воскресенье января, начиная с 2012 года.

## История праздника
Инициатором и основателем проведения праздника является Международная федерация лыжного спорта (FIS).
По замыслу организаторов, Всемирный день снега должен служить популяризации зимних видов спорта и активного, здорового образа жизни.
Проходит под девизом — «Насладиться, ознакомиться и испытать!»

## Хронология
| №  | Дата проведения |
| -- | --------------- |
| 1  | 22 января 2012  |
| 2  | 20 января 2013  |
| 3  | 19 января 2014  |
| 4  | 18 января 2015  |
| 5  | 24 января 2016  |
| 6  | 15 января 2017  |
| 7  | 21 января 2018  |
| 8  | 20 января 2019  |
| 9  | 19 января 2020  |
| 10 | 24 января 2021  |
| 11 | 23 января 2022  |

В 2012 году, в первый год праздник проходил в более 20 стран мира, среди которых США, Канада, Австралия, Швейцария, Финляндия, Германия, Великобритания, Норвегия, Польша, Турция, Казахстан, Украина и другие.
В 2020 году Всемирный день снега отмечали в 45 странах.